# Mark John Currie
Kapitein Mark John Currie RN (Upper Gatton, 21 juni 1795 – Anerley, 2 mei 1874) speelde een belangrijke rol in de verkenning van Australië en de ontwikkeling van de kolonie aan de rivier de Swan.

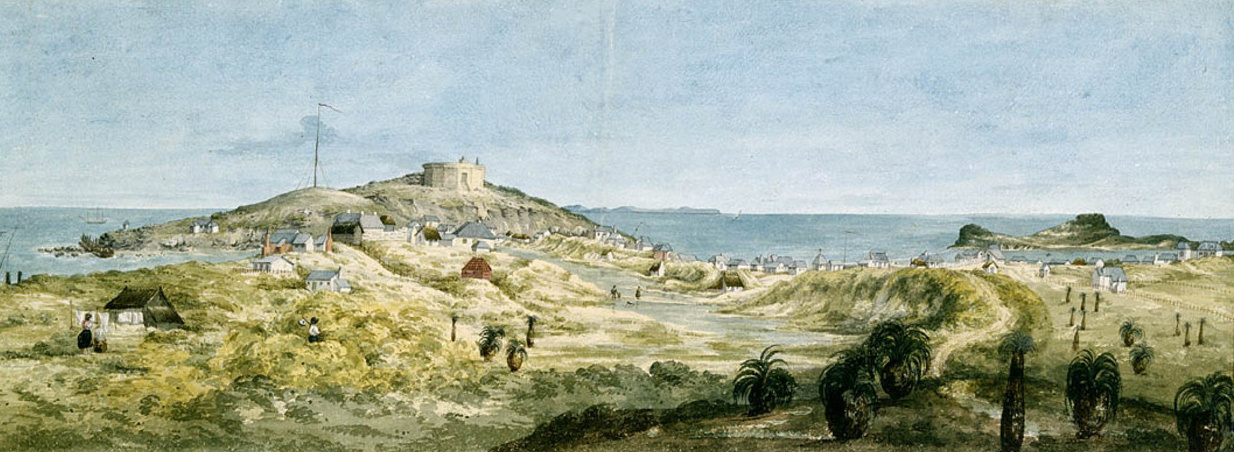
Panorama van de kolonie aan de rivier de Swan in 1831, door Curries echtgenote geschilderd.

## Vroege leven
Currie werd in 1795 in Engeland geboren. Hij was het op een na oudste van de acht kinderen van Mark Currie, 'Esquire of Upper Gatton' en Elizabeth Close.
Op 29 april 1808 trad Currie tot de Royal Navy toe. Hij diende op de Warspite 76, onder kapitein Henry Blackwood. Currie werd eerst in Engeland gestationeerd. Hij ontmoette er James Stirling met wie hij een levenslange vriendschap zou onderhouden. Vervolgens diende Currie tot april 1813 op de Britse basis in de Middellandse Zee. Hij werd er tot adelborst bevorderd.
Currie patrouilleerde daarna de kusten van Spanje en Portugal aan boord van de Niobe 38 onder kapitein Augustus Montagu. Op 23 september 1814 werd hij tot luitenant bevorderd. Currie voer op 24 oktober dat jaar met de Centaur 74 onder het bevel van kapitein Gordon Caulfeild naar kaap de Goede Hoop. De daarop volgende jaren diende Currie op verschillende schepen onder verschillende bevelhebbers.
Op 9 januari 1823 kreeg Currie voor het eerst zelf het bevel over een schip, de Satellite. Op 18 maart werd hij tot waarnemend kapitein bevorderd en kreeg het bevel over de Asia. In mei 1823 verkende hij in New South Wales de streek waar later Canberra zou ontstaan.
In 1827 benoemde viceadmiraal Henry Blackwood, toen stafchef ('Commander-in-Chief, The Nore'), Currie tot zijn secretaris.

## De kolonie aan de rivier de Swan
In december 1828 werd Currie, op vraag van James Stirling, tot havenmeester ('Harbour Master') van de nog te stichten kolonie aan de rivier de Swan benoemd. Currie trouwde met Jane Wood op 14 januari 1829. Vervolgens reisde hij met zijn vrouw en drie bedienden aan boord van de Parmelia naar het westen van Australië. James Stirling, John Septimus Roe, Peter Brown, James Drummond en nog enkele andere ambtenaren met hun gezinnen en bedienden bevonden zich eveneens aan boord van de Parmelia.
Op 31 mei 1829 werd het anker uitgegooid nabij Garden Island. Op 4 september dat jaar werden de eerste stukken grond toegekend door de 'Board of Audit' waarvan Currie deel uitmaakte. In mei 1830 vergezelde Currie een expeditie naar de rivier de Blackwood, met onder meer de kolonisten John Molloy en John Bussell die er Augusta stichtten.
Eind 1831 benoemde Stirling Currie tot koloniaal auditeur, omdat diens "bekwaamheid, intelligentie en integriteit voor de gemeenschap van meer waarde waren in die hoedanigheid dan in die van havenmeester". Currie werd als havenmeester door Daniel Scott vervangen.
Op 6 februari 1832 vergaderde de 'Legislative Council' voor het eerst. Aan de vergadering namen gouverneur Stirling, koloniaal secretaris Brown, landmeter-generaal Roe, advocaat-generaal Mackie en kapitein Irwin deel. Stirling duidde Currie als klerk aan.
Op 12 augustus 1832, drie jaar na de stichting van Perth, verliet Currie de kolonie aan de rivier de Swan om familiale redenen. Hij voer met zijn gezin aan boord van de Sulphur terug naar Engeland. De aan hem toegewezen grond nabij wat later Mathilda Bay zou worden genoemd verkocht hij. De Universiteit van West-Australië is er gevestigd.

## Verdere carrière
Op 23 november 1841 werd Currie tot 'Post-captain' bevorderd. In januari 1854 werd Stirling stafchef van de basis in Oost-Indië. Hij schreef de admiraliteit met de vraag of Currie als zijn secretaris kon worden toegewezen. In 1856 keerden Stirling en Currie terug naar Londen.
In 1862 werd Currie tot 'Rear Admiral' op de reservelijst en in 1867 tot 'Vice-Admiral' bevorderd.

## Nalatenschap
Currie stierf op 2 mei 1874 in Engeland. Hij liet zijn echtgenote achter met wie hij drie dochters en drie zonen op de wereld zette.
Curries deelname aan de verkenning van de streek rond Canberra wordt op enkele herdenkingsplaten herdacht.
- SNAC: w6t54g8w
- Trove: 948290